# C/2023 A3 (Цзицзіньшань — ATLAS)
C/2023 A3 (Цзицзіньшань — ATLAS) — довгоперіодична комета, відкрита системою ATLAS у Південній Африці 22 лютого 2023 року. Незалежно від неї була сфотографована 9 січня 2023 року Обсерваторією Цзицзіньшань. Офіційною датою відкриття вважається 9 січня 2023 року.
28 вересня 2024 року комета пройде перигелій на відстані 0,39 астрономічної одиниці (58 × 106 км). Очікувалося, що комета буде надзвичайно яскравою і її можна буде легко спостерігати неозброєним оком з 13 жовтня 2024 року, орієнтовно, до 20 жовтня 2024 року в районі хвоста Великої Ведмедиці. Претендує на «статус» великої комети.

## Історія спостережень

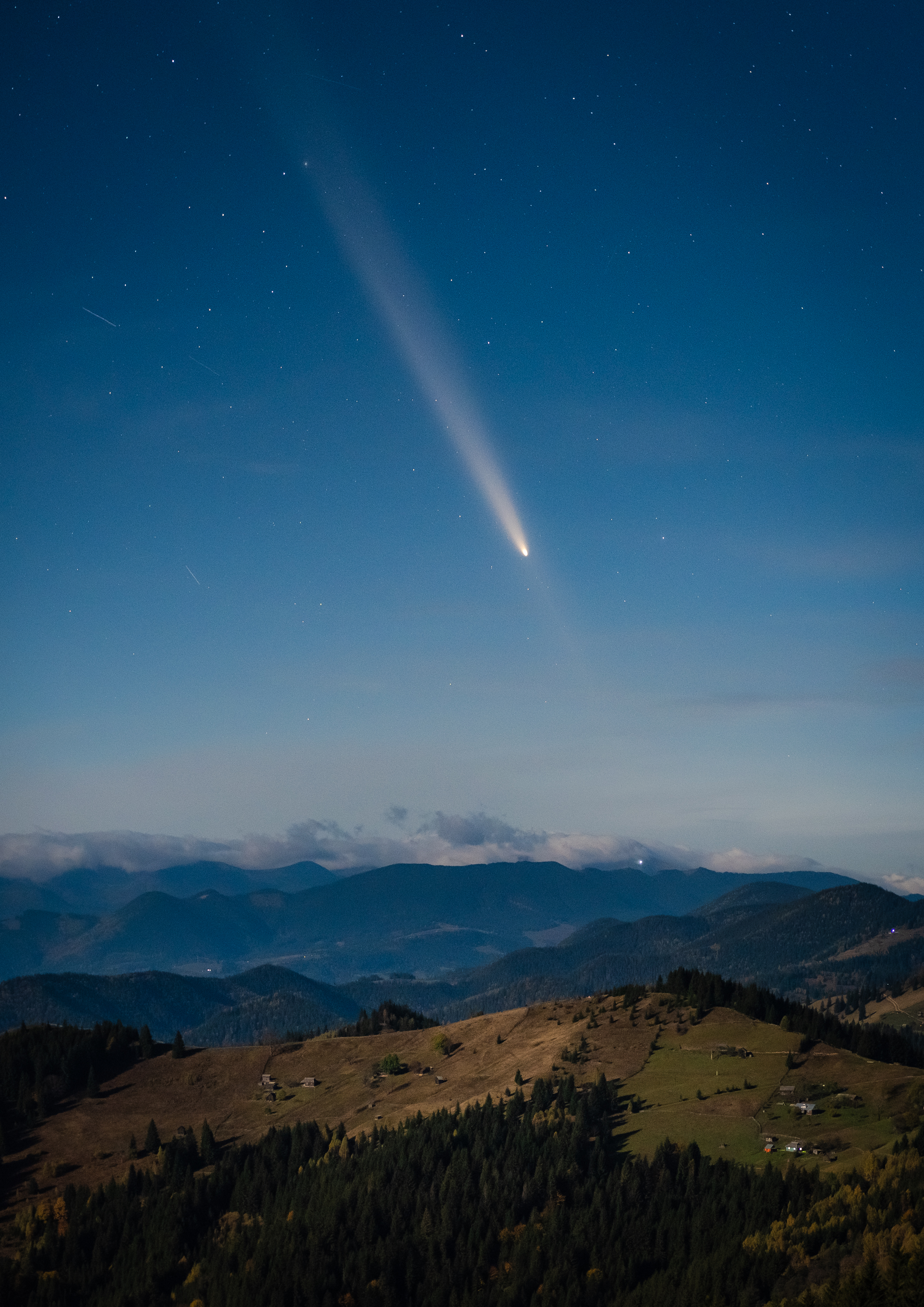
Комета C/2023 A3 над Карпатами

Під час пошуків, здійснюваних системою телескопів ATLAS за допомогою телескопа-рефлектора Шмідта з діаметром дзеркала 50 см і діафрагмовим числом f/2 у Південноафриканській астрономічній обсерваторії в Сатерленді (ATLAS–SAAO, код обсерваторії M22), на знімках, зроблених 22 лютого 2023 року, було знайдено астероїдоподібний об'єкт з оцінюваною зоряною величиною 18,1. У той момент комета перебувала на відстані 7,3 астрономічної одиниці (1,09 млрд км) від Сонця. Після здійснення перших розрахунків траєкторії орбіти виявилося, що ще 9 січня до Центру малих планет (MPC) від Обсерваторії Цзицзіньшань надходило повідомлення про дуже схожий об'єкт, але із зоряною величиною 18,7 (менше значення зоряної величини відповідає більшій яскравості). Тоді цей об'єкт потрапив до списку об'єктів, які очікують підтвердження, але оскільки нових спостережень не з'явилося, 30 січня його видалили зі списку, і він вважався втраченим. За правилами іменування комет, нововідкрита комета отримала назву обох цих обсерваторій.
Згодом об'єкт знайшли на зображеннях, зроблених ще раніше, 22 грудня 2022 року, камерою Zwicky Transient Facility (ZTF) в Паломарській обсерваторії: його зоряна величина на цих зображеннях — 19,2—19,6. Ці зображення також показали, що об'єкт ще в грудні мав дуже щільну кому і короткий прямий хвіст, що вказувало на те, що це комета. Про кометну активність повідомили також Хідетака Сато (Hidetaka Sato), М. Маттіаццо (M. Mattiazzo) та Крістован Жак (Cristóvão Jacques).
З 10 жовтня 2024 року, після заходу Сонця, комету C/2023 A3 (Цзицзіньшань — ATLAS) можливо було спостерігати неозброєним оком з території України, зокрема в Одеській області.

## Орбіта
Комета має ретроградну орбіту з нахилом 139°. Перигелій комети перебуває на відстані 0,391 а. о. Максимальне зближення комети із Землею відбулося 12 жовтня 2024 року на відстані 0,47 а. о. Комета не проходитиме близько до планет-гігантів Сонячної системи. Через планетарні збурення вихідна орбіта буде дещо більшою за вхідну і матиме більший ексцентриситет, тобто буде слабко гіперболічною.
Згідно з офіційним прогнозом Центру малих планет (MPC), максимальна яскравість становитиме +0,3 і буде досягнута 7 жовтня 2024 року. Яскравість комети перевищуватиме зоряну величину +2 з 20 вересня по 20 жовтня 2024 року. Згідно з прогнозом Гідеон ван Буйтенена (Gideon van Buitenen), який враховує ефект прямого розсіювання пилу, максимальна яскравість комети досягне зоряної величини −1 і буде досягнута 13 жовтня 2024 року.
17 жовтня на небі можна буде побачити супермісяць і комету C/2023 A3 (Цзицзіньшань — ATLAS). Супермісяць буде найближчим до Землі, на відстані близько 357 тис. км. Найкраще спостерігати його одразу після заходу Сонця.
| Дата і час максимального наближення | Відстань від Землі (а. о.)                        | Відстані від Сонця (а. о.)                         | Швидкість відносно Землі (км/с) | Швидкість відносно Сонця (км/с) | Область невизначеності (3-сигма) | Джерело  |
| ----------------------------------- | ------------------------------------------------- | -------------------------------------------------- | ------------------------------- | ------------------------------- | -------------------------------- | -------- |
| 12.10.2024 15:08 ± 1,2 год          | 0,472 а. о. (70,6 млн км; 184 відстані до Місяця) | 0,556 а. о. (83,2 млн км; 216 відстаней до Місяця) | 80,5                            | 56,5                            | ± 40 тис. км                     | Horizons |

Положення комети C/2023 A3 восени 2024 року
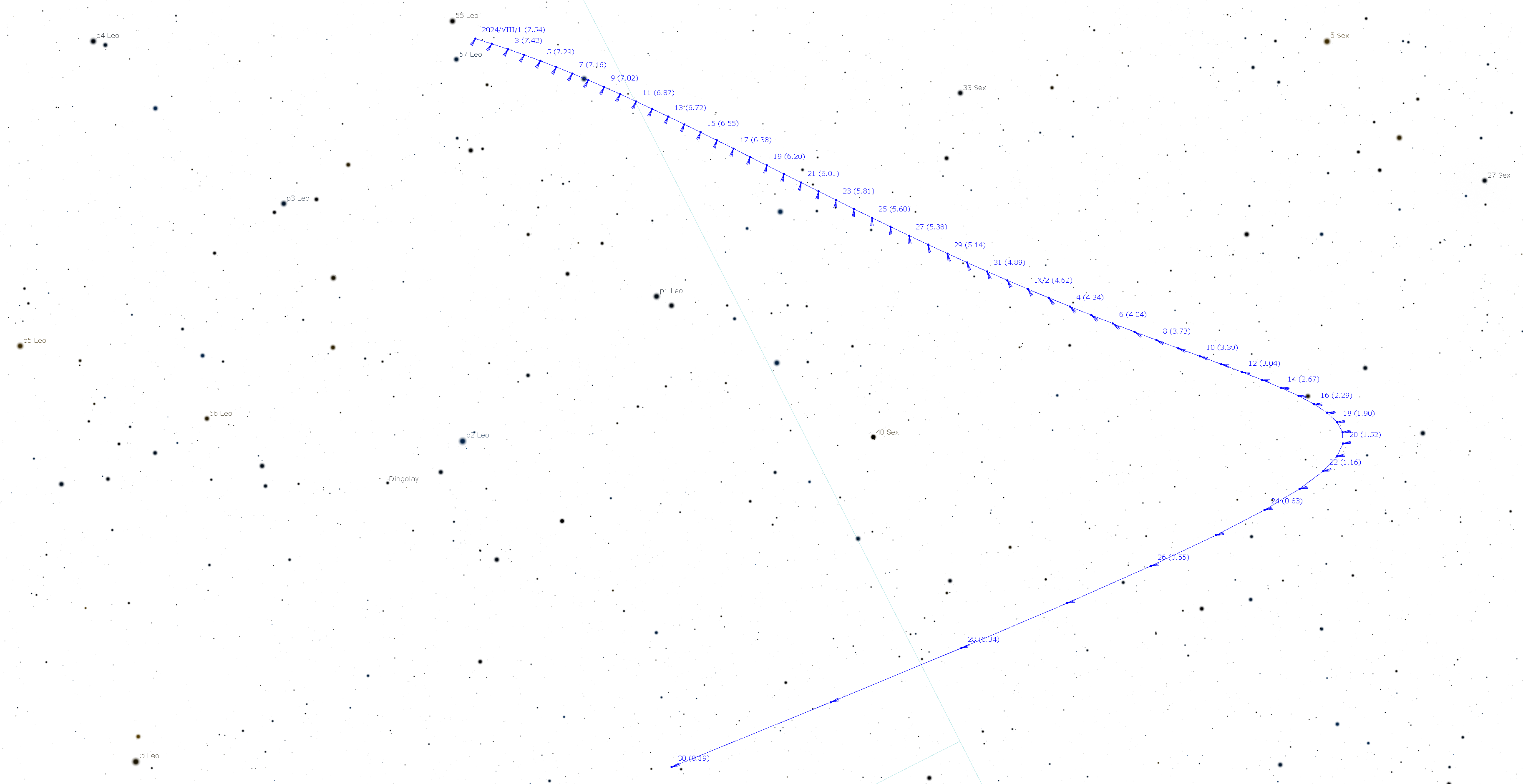
Положення комети C/2023 A3 у серпні та вересні 2024 року з очікуваними видимими зоряними величинами. На початку серпня комета перебуває в сузір'ї Лева між зорями 55 Leo і 57 Leo приблизно в 6° на південь від екліптики, а потім рухається в напрямку сузір'я Секстанта. Зі збільшенням видимої яскравості вона повертається назад до сузір'я Лева у 2-й половині вересня на максимальній південній широті екліптики (трохи менше 14° дуги).
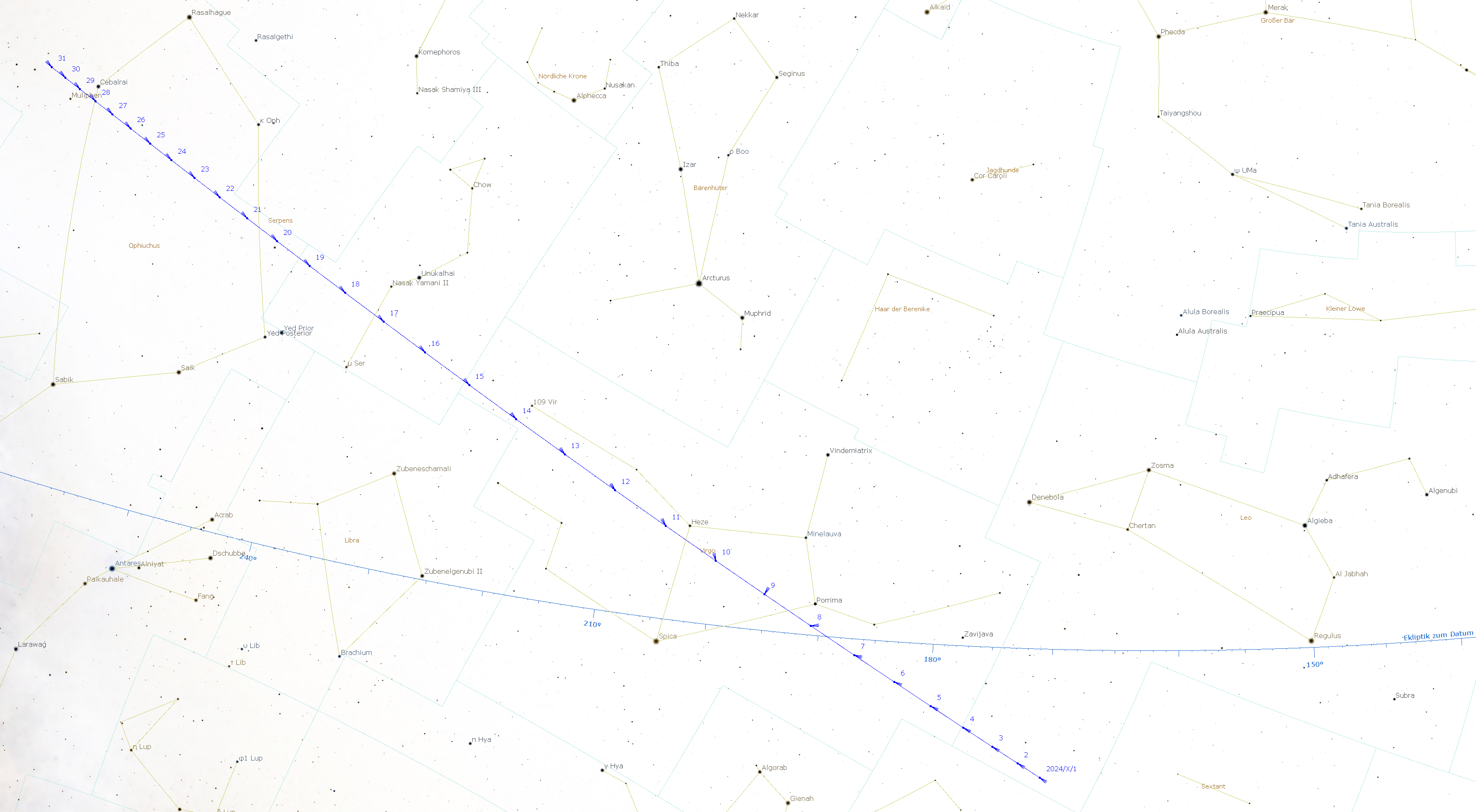
Положення комети C/2023 A3 у жовтні 2024 року. Комета перебуває в найпівденнішій частині сузір'я Лева приблизно в 10° на південь від екліптики і рухається в 1-й половині місяця зі зменшенням видимого блиску через сузір'я Діви. Потім вона переміщується в західну голову сузір'я Змії, а потім перетинає сузір'я Змієносця. Наприкінці місяця комета переходить у північні широти екліптики трохи більше ніж на 27°дуги. Тому у 2-й половині жовтня 2024 року комета повинна бути добре видна на західному горизонті після заходу Сонця. Уже у вересні 2024 року вона може вийти на орбіту на відстані 59 млн км від Сонця[20].

## Галерея

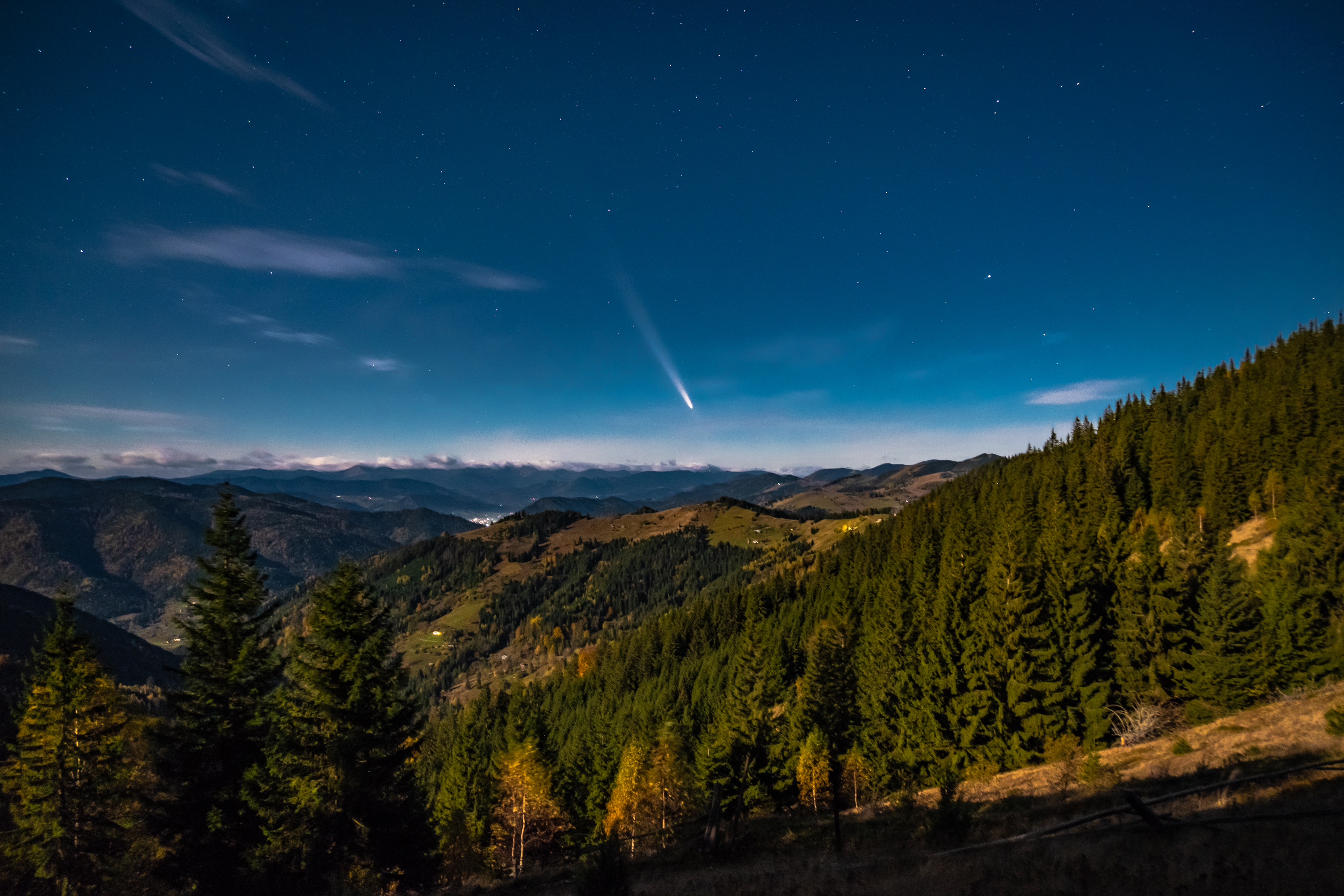
Комета 14 жовтня 2024 над Карпатами
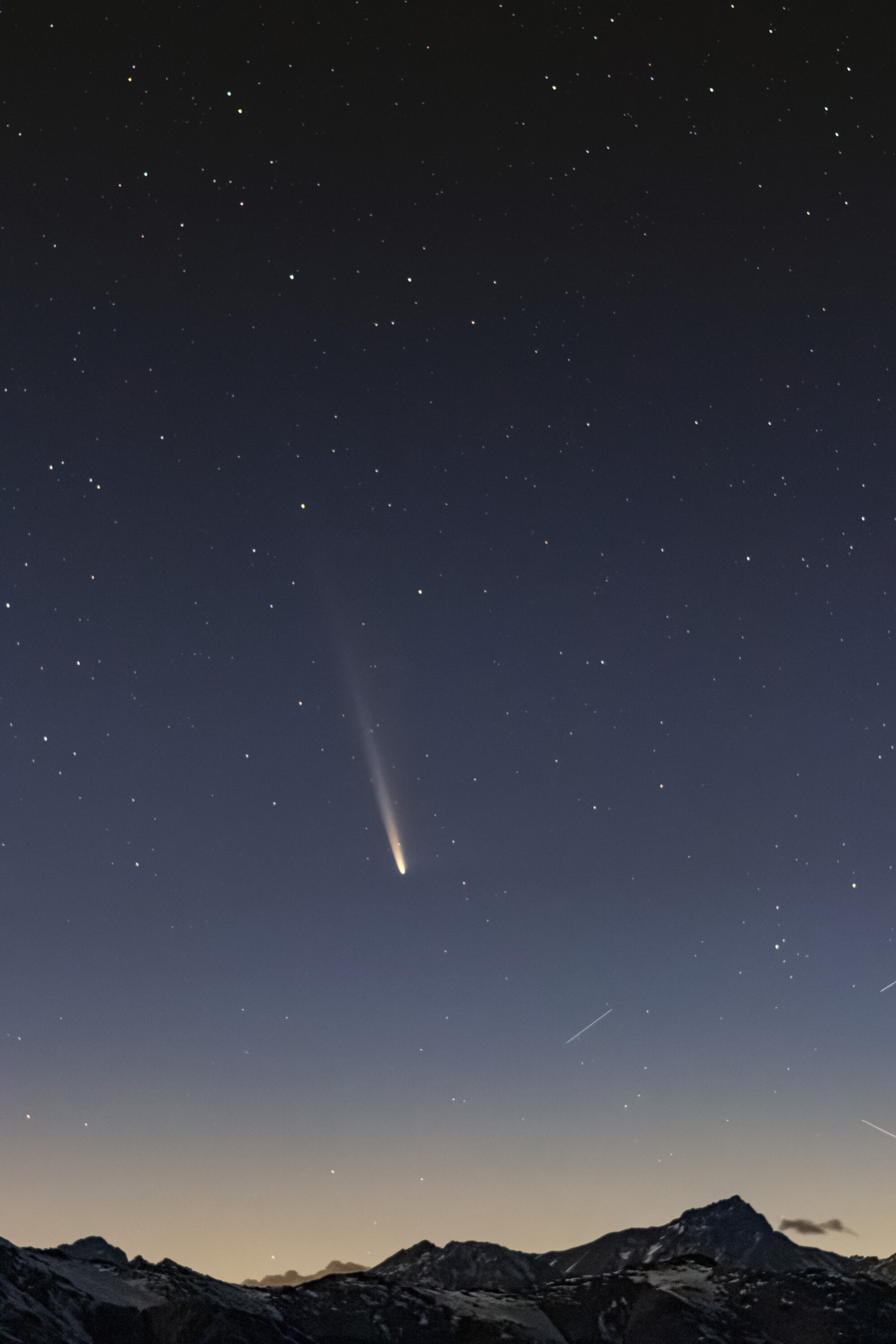
Комета 25 вересня 2024 над Чилі
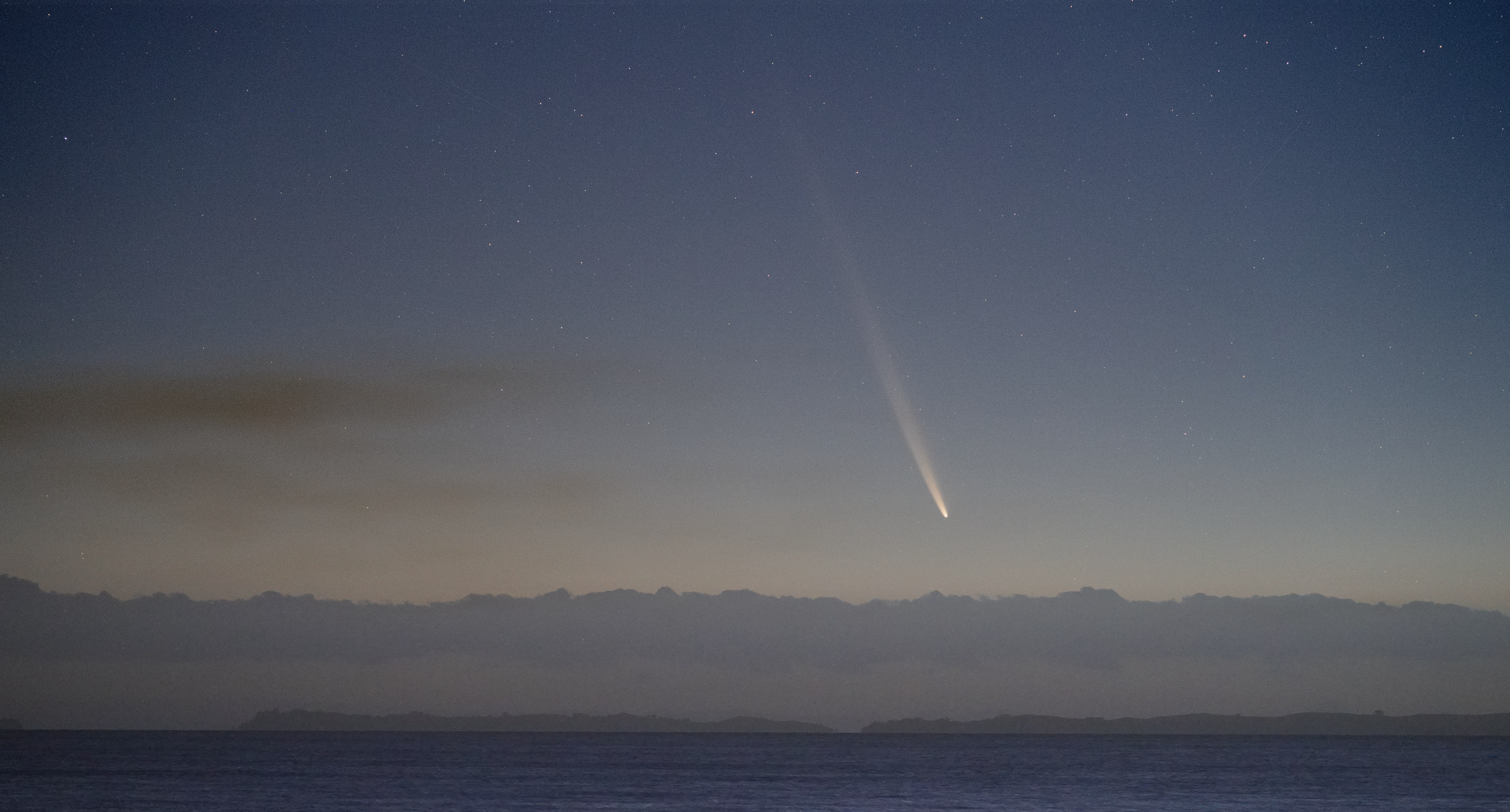
Комета 28 вересня 2024 над Новою Зеландією
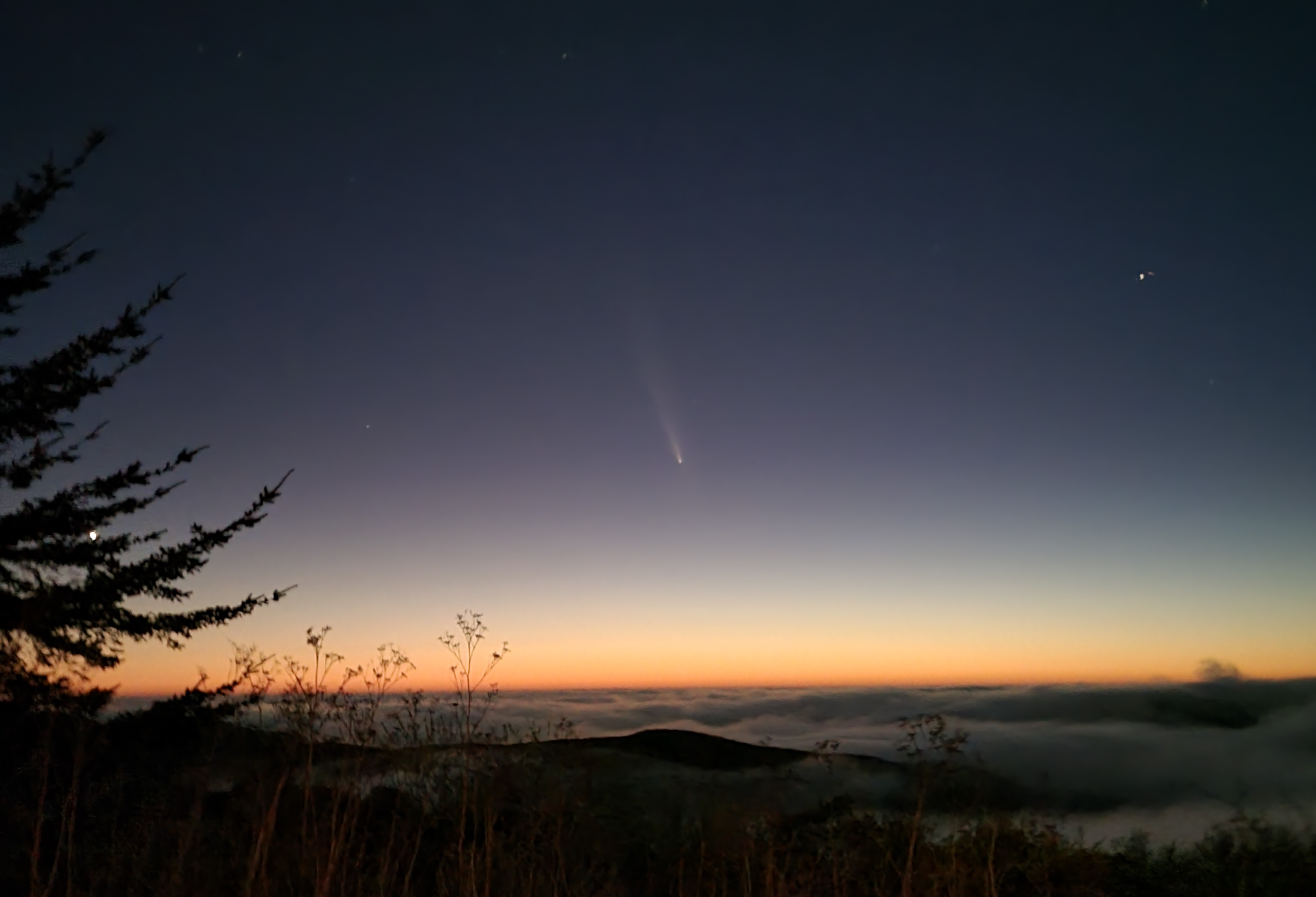
Комета 13 жовтня 2024 над Каліфорнією